# Frédéric Peiremans
Frédéric Peiremans, est un footballeur belge né le 3 septembre 1973 à Nivelles (Belgique).

## Biographie
Frédéric Peiremans a sa première licence à l'âge de 7 ans au Royal CS La Forestoise avant d'être assez vite affilié au Royal SC Anderlecht, à partir de 1983. Dix ans plus tard, il joue avec les professionnels. Les premiers trophées arrivent: il est Champion de belgique en 1994 et 1995 avec les Mauves. 
Il devient également international : il joue trois fois en 1996 avec les Diables Rouges. 
En 1998, il est prêté au Royal Charleroi SC où il reste une saison avant de partir aux Pays-Bas, au FC Twente. Mais le 19 mars 2000, alors qu'il est au sommet de sa carrière, le nivellois a une grave blessure au tendon lors d'un match contre l'Ajax. Le joueur est transféré à la Real Sociedad, à la fin de la saison. En Espagne, il ne se remet pas de cette blessure malgré une hospitalisation. Il doit arrêter sa carrière au SD Eibar, en 2001, alors qu'il n'a que 28 ans. 

## Palmarès
- International belge en 1996  (4 sélections dont 3 capes)
- première sélection: le 3 mars 1996: Belgique-France, 0-2 (match amical)
- Champion de Belgique en 1994 et 1995 avec le Royal SC Anderlecht
- Vainqueur de la Supercoupe de Belgique en 1995 avec le Royal SC Anderlecht